# Čučma
Čučma (hongrois : Csucsom) est un village de Slovaquie situé dans la région de Košice. La commune compte 3500 habitants. Pour beaucoup ce village n'évoque pas grand-chose alors que l'activité minière a commencé au Moyen Âge. Actuellement, des aménagements touristiques financés par l'Union Européenne relatant le passé minier de la région sont en cours d'installation.

## Histoire
La première mention écrite du village date de 1300.
La localité fut annexée par la Hongrie après le premier arbitrage de Vienne le 2 novembre 1938. En 1938, on comptait 533 habitants. Elle faisait partie du district de Rožňava (hongrois : Rozsnyói járás). Le nom de la localité avant la Seconde Guerre mondiale était Čučma/Csucsom. Durant la période 1938 - 1945, le nom hongrois Csucsom était d'usage. À la libération, la commune a été réintégrée dans la Tchécoslovaquie reconstituée.

## Démographie

### Évolution de la population
| Année:               | 1994. | 2004.    | 2014.    | 2024.    |
| -------------------- | ----- | -------- | -------- | -------- |
| Nombre de personnes: | 508   | 586      | 657      | 588      |
| Différence:          |       | +15,35 % | +12,11 % | -10,50 % |

| Année:               | 2023. | 2024.   |
| -------------------- | ----- | ------- |
| Nombre de personnes: | 585   | 588     |
| Différence:          |       | +0,51 % |